# 議事堂警察委員会
議事堂警察委員会（ぎじどうけいさついいんかい Capitol Police Board）は、アメリカ合衆国連邦議会において、議事堂等の中での警察の管理・運営にあたる機関。
次の三者で構成される。
- 議事堂建築監(Architect of the Capitol)－議事堂施設管理の最高責任者
- 元老院守衛官(Sergeant at Arms of the United States Senate)－上院の警察権の最高責任者
- 代議院守衛官(Sergeant at Arms of the United States House of Representatives)－下院の警察権の最高責任者

合衆国議会警察 (U.S. Capitol Police) は、同委員会の管理下において運営されている。
議会内における一次的な警察権は、議会警察に委ねられており、他の警察機関は、同委員会の承認なしに議会内での警察権執行を行うことができない。
コロンビア特別区の首都警察(Metropolitan Police Department of the District of Columbia)も、議事堂等において警察権執行を行う場合には、議事堂警察委員会の承認が必要である。